# Shamim Malende
Shamim Malende (Kampala, diciembre de 1986) es una abogada, política y activista comunitaria de Uganda. Es miembro del Movimiento del Poder Popular y del partido político Plataforma de Unidad Nacional. Es la única mujer que integra el equipo legal de Bobi Wine.

## Biografía
Malende nació en Kawempe, Kampala, la capital de Uganda, en diciembre de 1986. Es hija de la profesora Jane Francis Nasunna y del abogado Alhajj Jamal Ahmed Sebuta Malende.
Asistió a la escuela primaria de la iglesia de Busaale de Uganda en el distrito de Kayunga. Completó sus estudios de nivel O en el Instituto Teológico Islámico de Buziga en Bbunga, en Kampala. Se trasladó a la Aisha Girls High School en la ciudad de Mbarara, en la región occidental de Uganda. Se graduó como la mejor estudiante de la región occidental y entre las diez mejores del país después de obtener una nota de AAAA en sus exámenes A-Level en el año 2000.
Fue admitida en la Universidad Makerere, la universidad pública más grande y antigua de Uganda. En 2005 obtuvo la Licenciatura en Derecho y posteriormente el diploma de posgrado en Práctica Jurídica, del Centro de Desarrollo Jurídico en Kampala. Fue admitida en el Colegio de Abogados de Uganda en 2008.

## Carrera
Después de graduarse de la universidad, trabajó en los despachos de su padre antes de abrir el suyo propio, Malende & Company Advocates.
Entre 2018 y 2020, llevó casi 200 casos pro bono de ciudadanos ugandeses detenidos por diversos delitos políticos. La mayoría de sus clientes formaban parte del Movimiento del Poder Popular y del partido político Plataforma de Unidad Nacional, y eran urbanos, jóvenes y pobres. Malende fue invitada a unirse al equipo legal de People Power, dirigido por Asuman Basalirwa y Benjamin Katana.

## Ambición política
En 2020, Malende declaró su intención de presentarse como candidata por la ciudad de Kampala en las elecciones parlamentarias de Uganda de 2021, lo que la enfrentará a Stella Nyanzi, quien también se postula para el mismo puesto, en las filas del partido político Foro para el Cambio Democrático.